# Michael Janisch (Musiker)
Michael Janisch  (* 2. Februar 1979 in Red Wing (Minnesota)) ist ein amerikanischer Jazzmusiker (Kontrabass, E-Bass, Komposition) und Musikproduzent, der in London lebt. 

## Leben und Wirken
Janisch, der in Ellsworth (Wisconsin) aufwuchs, begann mit vier Jahren mit dem Klavierspiel. Mit zehn Jahren wechselte er an die Bassgitarre. Daneben spielte er Football und war auch als Leichtathlet aktiv. Er besuchte die Minnesota State University, Mankato, wo er einen Abschluss in Geschichte machte und als Sportler sowohl in der Zweitliga-Football-Mannschaft als auch als Läufer wirkte. Nach einem Unfall wandte er sich wieder der Musik zu und nutzte einen Aufenthalt an der  University of Wisconsin-La Crosse dazu, um Kontrabass zu lernen. Dann studierte er am Berklee College of Music (2000). Nach seinem Abschluss zog er zunächst nach New York City und 2005 mit seiner britischen Frau nach London.
Ab 2005 arbeitete er mit dem TransAtlantic Collective, das er mit dem Altsaxophonisten Patrick Cornelius leitete. Zu der Gruppe gehörten weiter Pianisten wie Kristjan Randalu, John Escreet, Dan Tepfer oder Jason Rebello, Trompeter wie Quentin Collins, Jay Phelps, Ambrose Akinmusire oder Avishai Cohen sowie am Schlagzeug Colin Stranahan bzw. Paul Wiltgen. 2008 erschien das Album Traveling Song mit diesem Ensemble.
Janisch spielte auf seinem 2010 veröffentlichten Debütalbum Purpose Built mit Walter Smith III, Patrick Cornelius, Jason Palmer, Johnathan Blake, Aaron Goldberg, Phil Robson, Mike Moreno, Jim Hart und Paul Booth. 2015 folgte das Album Paradigm Shift. 2010 gründete er das Plattenlabel Whirlwind Recordings, für das er auch produziert. Dort sind seither 150 Alben entstanden, unter anderem von Michael Gibbs, Lee Konitz, Simon Purcell, Jeff Williams und Andy Milne.
Weiterhin hat Janisch mit Joe Lovano, Dianne Reeves, Seamus Blake, George Garzone, Aaron Parks, Kurt Rosenwinkel, Will Vinson, Mark Turner, Kenny Wheeler, Quincy Jones, Evan Parker, Gary Husband, Shirley Horn, Gary Burton, Ingrid Jensen, Wynton Marsalis, Kurt Elling, John Dankworth, Roy Hargrove und Clarence Penn gearbeitet. 
Janisch lehrt zudem das Bassspiel am Trinity College of Music, wo er als Professor fungierte, sowie an der Royal Academy of Music.

## Diskographische Hinweise
- The TransAtlantic Collective Traveling Song (Woodville 2008)
- Purpose Built (Whirlwind Recordings, 2010)[8]
- Michael Janisch & Aruán Ortiz Banned in London (Whirlwind Recordings, 2012, mit Greg Osby, Raynald Colom, Rudy Royston)[9]
- Lee Konitz, Dan Tepfer, Michael Janisch, Jeff Williams First Meeting: Live in London, Volume 1 (Whirlwind Recordings, 2014)
- Paradigm Shift (Whirlwind Recordings, 2015, mit Paul Booth, Jason Palmer, Leonardo Genovese, Colin Stranahan)[10]
- Cloudmakers Five: Traveling Pulse (2018), mit Jim Hart, Dave Smith, Antonin-Tri Hoang, Hannes Riepler
- Worlds Collide (Whirlwind, 2019), mit Jason Palmer, John O’Gallagher, Rez Abbasi, Clarence Penn